# メアリー・ベヴィス・ホートン
メアリー・ベヴィス・ホートン（Mary Bevis Hawton, 1924年9月4日 - 1981年1月18日）は、オーストラリア・ニューサウスウェールズ州シドニー市出身の女子テニス選手。第2次世界大戦終戦後の全豪オープンで、1946年から1961年までの間に11度女子ダブルス決勝に進出し、そのうち1951年から1958年まで8年連続の決勝進出記録を持つ人である。同選手権のシングルスでは一度も決勝に進出できなかったが、1947年から1961年まで15年連続ベスト8に入り、そのうち6度ベスト4があった。1957年のウィンブルドン選手権と1958年の全仏選手権で女子ダブルス準優勝もある。旧姓は「メアリー・ベヴィス」といったが、1948年に結婚して2つの姓を併用した。夫の姓だけで「メアリー・ホートン」（Mary Hawton）と記載されることも多い。

## 来歴
第2次世界大戦が1945年に終結した後、全豪選手権は1946年から開催が再開された。彼女は独身選手の「メアリー・ベヴィス」だった1946年から、1965年まで「20年連続」出場を続けた。初出場だった1946年、ベヴィスは女子ダブルスでジョイス・フィッチとペアを組み、ナンシー・ウィン・ボルトン&テルマ・コイン・ロング組を 9-7, 6-4 で破って初優勝した。初出場のシングルスでは、初戦でネル・ホール・ホップマンに敗れた。当時の全豪女子ダブルスで、ボルトンとロングは戦前の1936年から1940年まで5連覇があり、戦争による中断期間の後も1946年から1952年まで7年連続決勝進出を成し遂げた。その間、このペアに勝ったのは1946年のベヴィス&フィッチ組と、1950年のルイーズ・ブラフ&ドリス・ハート組（この組はアメリカペア）だけであった。ベヴィス・ホートンも1947年・1948年・1951年・1952年の4度、この強豪ペアの壁にぶつかり、もう2度と1946年のような勝利を得ることができなかった。
彼女は1948年まで「メアリー・ベヴィス」の名前でプレーしたが、1949年から既婚女性として「メアリー・ベヴィス・ホートン」と2つの姓を名乗った。結婚をはさみ、彼女は全豪選手権で1947年から1961年まで「15年連続」女子シングルスのベスト8に入り、1951年から1958年まで「8年連続」女子ダブルス決勝に進出した。女子ダブルス決勝では、1951年・1952年はボルトン&ロング組に連敗する。ボルトンが1952年に現役引退した後も、ベビス・ホートンは1953年の決勝でアメリカペアのモーリーン・コノリー&ジュリア・サンプソン組に敗れた。5度の準優勝を経て、彼女はようやく1954年に8年ぶり2度目の女子ダブルス優勝を決めた。パートナーは、前年の1953年から組んでいたベリル・ペンローズだった。それから、彼女は1956年まで女子ダブルス3連覇を達成したが、1955年までペンローズと組み、1956年はテルマ・コイン・ロングと組んだ。最後の女子ダブルス決勝戦となった1958年も、ロングと組んで優勝している。
シングルスでのベビス・ホートンは、1948年・1952年-1954年・1956年・1959年の6度ベスト4進出があったが、それぞれ違う相手に敗れ、決勝戦には一度も進出できなかった。1956年の準決勝では、ダブルス・パートナーのテルマ・コイン・ロングに 6-0, 3-6, 7-9 の逆転負けを喫したが、他の5度の準決勝はいずれもストレート負けに終わっている。1961年、ホートンは15度目の準々決勝でメアリー・カーター・レイタノに敗れた。1962年の3回戦でジャン・レヘインに敗れ、ここでホートンの連続ベスト8進出記録が止まった。
メアリー・ベヴィス・ホートンは海外遠征にも積極的に挑戦し、1957年のウィンブルドン選手権と1958年の全仏選手権で女子ダブルス準優勝を記録した。パートナーはどちらもテルマ・コイン・ロングと組んだが、ウィンブルドン・ダブルスではアリシア・ギブソン&ダーリーン・ハード組（ともにアメリカ）、全仏ダブルスではヨラ・ラミレス&ロージー・レイズ（ともにメキシコ）組に敗れた。シングルスでは両大会とも2回戦敗退に終わった。
終戦後のオーストラリア女子テニス界を代表する選手の1人として活躍したメアリー・ベヴィス・ホートンは、1965年の女子シングルス2回戦敗退を最後に、40歳で現役を引退した。最後の試合では、第6シードのキャロル・グレーブナー（アメリカ）に 2-6, 6-8 で敗れた。彼女の20年間の選手生活には、不運な敗北が数多くついてまわったが、単複とも長きにわたって好成績を出し続けたのである。

## 4大大会ダブルス成績
- 全豪選手権 女子ダブルス：5勝（1946年・1954年-1956年・1958年）/混合ダブルス：1勝（1958年） ［1951年-1958年まで、8年連続女子ダブルス決勝進出］
- 全仏選手権 女子ダブルス準優勝：1度（1958年）
- ウィンブルドン選手権 女子ダブルス準優勝：1度（1957年）